# Grand Theft Auto: Chinatown Wars
Grand Theft Auto: Chinatown Wars er et action-adventure-videospil udviklet af Rockstar Leeds i forbindelse med Rockstar North og udgivet af Rockstar Games. Den blev udgivet den 17. marts 2009 til Nintendo DS, den 20. oktober 2009 til PlayStation Portable, 17. januar 2010 (iPhone og iPod Touch), 9. september 2010 (iPad) på iOS og 18. december 2014 til Android og Fire OS-enheder.
Det er det trettende spil i Grand Theft Auto-serien og det første nogensinde til Nintendo DS og iOS.